# Vidar Riseth
Vidar Riseth (Frosta, 1972. április 21. –) norvég válogatott labdarúgó.
A norvég válogatott tagjaként részt vett az 1998-as világ és a 2000-es Európa-bajnokságon.

## Sikerei, díjai
Rosenborg
- Norvég bajnok (4): 1993, 2003, 2004, 2006
- Norvég kupagyőztes (1): 2003

Celtic
- Skót ligakupagyőztes (1): 1999–00